# ファニーゲーム U.S.A.
『ファニーゲーム U.S.A.』（Funny Games U.S.）は、2007年に製作され、2008年に公開されたサスペンス。
1997年（日本では2001年）に公開された『ファニーゲーム』を舞台をアメリカに移してミヒャエル・ハネケが監督したセルフリメイク作品。主演のナオミ・ワッツが製作総指揮も務めた。
PG-12指定。

## ストーリー
『ファニーゲーム』を参照。

## キャスト
※括弧内は日本語吹き替え
- アン - ナオミ・ワッツ（井上喜久子）
- ジョージ - ティム・ロス（堀内賢雄）
- ポール - マイケル・ピット（三木眞一郎）
- ピーター - ブラディ・コーベット（勝杏里）
- ジョージー - デヴォン・ギアハート（瀧本富士子）
- フレッド - ボイド・ゲインズ
- ベッツィー - シオバン・ファロン

## 作品解説
撮影はロングアイランドで行われた。
なお、予告編ではラストに関する重要なネタバレを含んでいる。

## 各国のレイティング
- アメリカ：R（17歳未満保護者同伴必須）
- 日本：PG-12（12歳未満保護者同伴推奨）
- イギリス：18
- アイルランド（劇場）：16
- アイルランド（DVD）：15
- カナダ（ブリティッシュコロンビア州、マニトバ州）：14A（14歳未満保護者同伴必須）
- カナダ（オンタリオ州）：18A（18歳未満保護者同伴必須）
- カナダ（ケベック州）：18+（18歳未満禁止）
- ノルウェー：15
- デンマーク：15
- シンガポール：NC-16
- スイス：16
- フィンランド：K-15
- スウェーデン：15
- フランス：-16
- ドイツ：18
- オランダ：16
- イタリア：VM14（14歳未満禁止）
- 香港：IIB（18歳未満保護者同伴推奨）
- ニュージーランド：R18
- オーストリア：16
- オーストラリア：MA（15歳未満禁止）